# YAVIS
YAVIS (іноді «синдром YAVIS») — це абревіатура, яка означає «молодий, привабливий, словесний, розумний і успішний». Він описує групу пацієнтів, яким надають перевагу спеціалісти з питань психічного здоров'я. Він заснований на уявленні про те, що ця група характерна і без зовнішнього втручання здатна сформувати більш позитивні терапевтичні стосунки.

## Походження
Термін був введений професором Університету Міннесоти Вільямом Шофілдом у його книзі 1964 року «Психотерапія: придбання дружби» у якій він стверджував, що продемонстрував, що фахівці з психічного здоров'я часто мають позитивне упередження щодо клієнтів, які виявляють риси YAVIS. Іншими словами, люди з такими рисами вважаються «ідеальним пацієнтом» психотерапевта. Шофілд пояснив, що таке упередження може, у свою чергу, схилити спеціаліста працювати більше та ретельніше, щоб допомогти цим клієнтам за рахунок тих пацієнтів, які мають набагато більші потреби. Вважалося, що така схильність, хоча здебільшого несвідома, була зумовлена очікуванням, що клієнти з такими рисами будуть мотивовані більше працювати в терапії, тим самим збільшуючи сподівання терапевта на ефективність лікування. Крім того, цей процес сприятиме посиленню сприйняття терапевта щодо себе як компетентного, що може допомогти пояснити, чому клієнти YAVIS підсвідомо вважаються більш бажаними.
У розділі під назвою «Чому я не відвідую медичні конференції» своєї книги «Психодіагностика: вибрані статті» (1973) психолог Пол Міль описує кілька логічних помилок, які можуть виникнути в контексті медичних конференцій, включаючи приховані рішення, які медичні працівники (і люди загалом) можуть приймати щодо інших людей. Міл розповідає про YAVIS серед упереджень, які призводять до прихованих рішень, і він особливо вказує на той факт, що дослідження показали, що клієнти з нижчим соціально-економічним статусом частіше отримують медикаментозне лікування, електроконвульсивну чи підтримувальну терапію. Клієнти середнього та вищого класу (або ті, хто вважається більш «успішним» в суспільстві), з іншого боку, з більшою ймовірністю отримають інтенсивну та тривалу психотерапію. Міл підкреслює, що останні типи лікування, як правило, більше відповідають інтересам і теоретичним основам більшості психологів-практиків. Міл використовує цей приклад, щоб проілюструвати, що психотерапевти можуть несвідомо надавати перевагу клієнтам з вищим SES або особам що мають інші риси YAVIS.
Багато психологів ідентифікують, що приховані рішення, такі як YAVIS, створюють етичні дилеми, коли справа доходить до вирішення того, які варіанти лікування найбільш підходять для конкретного клієнта. Міль вказує на необхідність прийняття таких швидких рішень через брак ресурсів і визначає, що просто не вистачає практиків, щоб мати змогу довгостроково лікувати всіх клієнтів. В ідеалі він виступає за використання більш об'єктивних методів прийняття клінічних рішень, але він також підкреслює практичну важливість знання про існування YAVIS і прихованих рішень, які можуть викликати ці упередження.
Деякі коментатори почали використовувати абревіатуру HOUND («Homely, Old, Unsuccessful, Nonverbal, and Dumb») як антонім.